# Pfänder
Det 1062 m høje bjerg Pfänder hører til i Allgäuer Alperne og ligger i den østlige ende af Bodensee, i den østrigske delstat Vorarlberg. Indbyggerne i Bregenz kalder den for deres egen, men den ligger faktisk i vid udstrækning i nabokommunen Lochau. Med sin unikke udsigt over både Bodensøen og 240 alpetoppe er det regionens mest berømte udsigtspunkt.

## Geografi
Når vejret tillader det, kan man se de fire lande Østrig, Tyskland, Schweiz & Liechtenstein, fra Allgäuer Alperne og Lechtaler alperne i øst over Bregenzerwald, de stejle toppe i Arlberg-området og Silvretta, og så videre henover Rätikon til de schweiziske bjerge og udløberne af Schwarzwald i vest. Ved sine fødder ligger Bodensøen, indrammet af Rhindalen og det øvre Schwaben bjergland. Højdeforskellen fra Bodensøen op til toppen er 667 meter.
Lige under toppen befinder der sig en 'alpin vildtpark' med indfødte dyr, hvor man blandt andet kan finde alpestenbukke, vildsvin og kronhjorte.
For besøgende og vandrere er der et tæt netværk af vandrestier og en svævebane. Om vinteren transporterer to skilifte skiløbere op til vintersportsområdet. Fra henholdsvis Eichenberg og fra Lochau fører en smal, en-sporet vej til bjergstationen og bjergtoprestaurant. Undervejs finder man indtil flere kroer og muligheder for overnatning.
I nærheden af toppen ses en sendemast for østrigs radio og tv. Den blev bygget i 1958 og er en 94,7 meter høj, fritstående stålstolkonstruktion.

## Historie
På bjergsiden Pfänderhang, ovenfor Lochau, finder man hulen Wellensteinhöhle. Opgravningsfund tyder på en bosættelse i den sene bronzealder.
I Trediveårskrigen besatte den svenske feltmarskal Carl Gustaf Wrangel Schloss Hofen ovenfor Lochau i 1646 og forberedte angrebet på Bregenz. Det skete den 4. januar 1647 fra Pfänder, og kom som en stor overraskelse for indbyggerne. Kejserens forsvarspositioner på Haggen og på Pfänder blev overrendt, svenskerne (8000 mand) siges at have fulgt i de flygtendes fodspor. Derfor kaldes denne flanke af Pfänderne stadig Schwedenhang, hvor man i 2007 satte forklarende tavler "Schwedenweg anno 1647" på allerede eksisterende vandrestier.
I 1927 byggede firmaet Adolf Bleichert & Co. svævebane fra Bregenz op til toppen og er siden blevet fornyet flere gange. Dalstationen for denne gondolbane ligger på 419 m.o.h., bjergstationen ligger på 1022 m.o.h.
I 1973 blev der planlagt en tunnel fra nord, nær grænsen til Tyskland, syd gennem Pfänder for at uskadeliggøre den trafikale flaskehals mellem Pfänder og Bodensøen. 1975-1980 blev det første rør bygget. Vejtunnelen for Rheintal / Walgau Autobahn (A14) fik sit andet tunnelrør mellem 2007 og 2012.
I 2018 blev fundet flere stødtænder af det uddøde elefantlignende dyr Gomphotherium på Pfänder.

## Vandre- og pilgrimsruter

### Drei-Eintausender-Bergwanderung
Bergstation Pfänder (højde 1022 m.o.h.) - Pfänderspitze (højde 1062 m.o.h.) - Hub - Hirschberg (højde 1095 m.o.h.) - retning Jungholz - Trögen - Hochberg (højde 1069 m.o.h.) - Schüssellehen - Letze - højdesti bjergstation (der passeres tre bjerge, der hver især er over 1000 meter høje)
(19 kilometer, gåtid ca. 5 timer)

### Käse-Wanderweg
Bergstation Pfänder (højde 1022 m.o.h.) – Moosegg – Käse-Lehrpfad (informationstavler om oste, med mulighed for besøg af ostemejeri) – Trögen – Hochberg (højde 1069 m.o.h.) – Schüssellehen – Lutzenreute – Eichenberg-Dorf – Pfänder
(gåtid mellem 3 og 4½ time)

### Jakobsweg
Over Pfänder løber pilgrimsvejen Jakobsweg, der går fra München til Einsiedeln i Schweiz. I Möggers krydser pilgrimsvandreren den østrigske grænse, efter Lustenau forlader man Vorarlberg retning Widnau i kantonen St. Gallen.

## Billeder
- Pfänder retning Bregenzerwald
- Retning Bodensee og Lindau
- Pfänderbahn-dalstation bygget 1926 af Willibald Braun
- Pfänderbahn-bjergstation
- Bodensee – retning Lindau
- Retning Bregenz
- Pfänder og Bregenz fra det østlige Bodensee
- Sendemast på Pfänder

## Weblinks
- Wikimedia Commons har flere filer relateret til Pfänder
- Pfänder - oplevelses- og udflugtsdestination ved Bodensøen
- Pfänderbahn
- Webcam Pfänder - Bregenz

## Enkelthenvisninger
1. ↑  Alpenwildpark Pfänder Artikel hentet 12. 4. 2015.
2. ↑  Lochau.at: Geschichte: Historischer Abriss Arkiveret 16. september 2014 hos  Wayback Machine. Hentet 12. 4. 2015.
3. ↑  orf.at: Urelefant hinterließ Spuren auf Pfänder. Artikel fra 4. juni 2018, hentet 4. juni 2018.
4. 1 2  Aussichtsreiches Wanderparadies Pfänder. Hentet 12. 4. 2015.
5. 1 2  Wandervorschläge. Hentet 19. 01. 2017

47°30′27″N 9°46′49″Ø / 47.5073712°N 9.7802047°Ø